# Nops mathani
Nops mathani  (лат.) — вид мелких пауков рода Nops из семейства Caponiidae. Южная Америка: Бразилия. Длина самки 7,5 мм.
Вид Nops mathani был впервые описан в 1893 году французским арахнологом Эженом Симоном (1848—1924). Таксон Nops mathani включён в состав рода Nops MacLeay, 1839 вместе с Nops coccineus, Nops sublaevis, Nops maculatus, Nops nitidus Simon, 1907 и другими видами и назван в честь Марка де Матана (Marc Hue de Mathan).